# Phoracantha frenchi
Phoracantha frenchi är en skalbaggsart som först beskrevs av Blackburn 1892.  Phoracantha frenchi ingår i släktet Phoracantha och familjen långhorningar. Inga underarter finns listade i Catalogue of Life.